# Atari Falcon

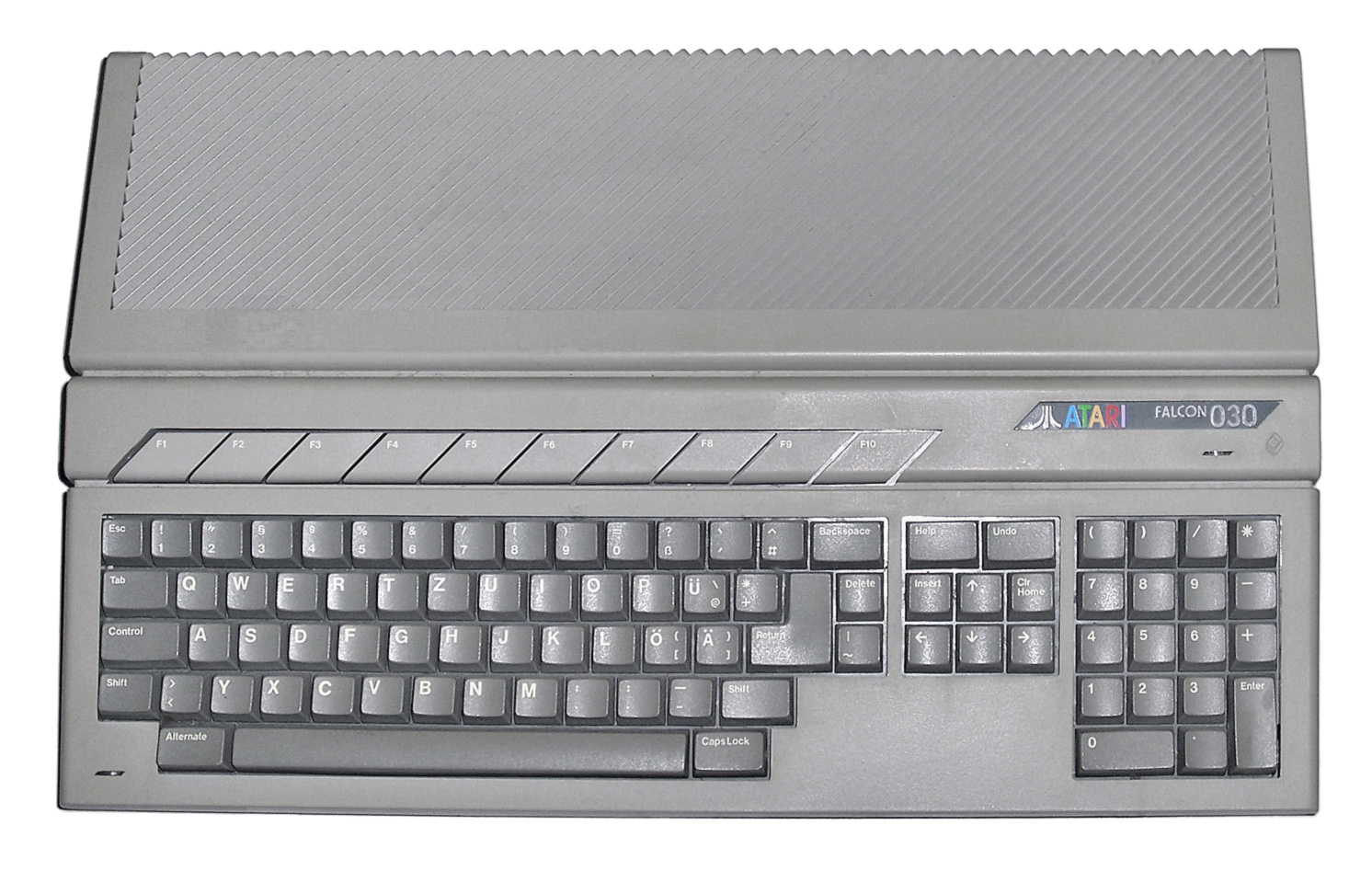
Atari Falcon

De Atari Falcon, ook wel Atari Falcon030 Computer System en Sparrow genoemd, was de laatste computer van Atari.
Deze machine was gebaseerd op een Motorola 68030 CPU.
De Falcon werd uitgebracht in 1992 en werd geannuleerd eind 1993, omdat Atari zich meer wilde gaan richten op haar destijds nieuwe spelcomputer: Atari Jaguar. De Atari Falcon had veel mogelijkheden, maar Atari besloot om uit de computerwereld te stappen.
Ook de Atari Falcon had  -net als zijn voorgangers- speciale chips die hem zijn kracht gaven.
Wat de Atari Falcon vooral een zeer bijzondere machine voor zijn tijd maakte was dat Atari er een DSP ingebouwd had voor veel snellere bewerkingen.
Ook de blitterchip voor snelle grafische bewerkingen werd omhooggegooid in snelheid.
Met betrekking tot geluid besloot Atari  een codec in te bouwen die de computer in staat stelde 8 geluidskanalen op 50 kHz weer te geven. Dit konden de mensen dan vervolgens weer hoorbaar maken op een versterker met luidsprekers. Ook was een microfoon ingebouwd. Gebruikers ergerden zich echter aan de audioaansluitingen, want ze wilden een normale line-ingang en -uitgang. Met de tijd verschenen er via clubs modificaties om de Atari Falcon aan te passen zodat deze computer ging werken op line-niveau voor zowel output als input.
Er was echter ook een bedrijf in Scandinavië dat besloot op een andere manier de Atari Falcon professionele audio te bieden, namelijk door de twee audio-uitbreidingen de FAD en de JAM uit te brengen. De FAD was bedoeld voor de iets minder kapitaalkrachtige consument, terwijl de JAM het maximale uit de Atari Falcon haalde. Beide uitbreidingen werden op de DSP-poort aangesloten.
Uiteraard kon Atari MIDI niet uitsluiten op de Falcon en waren de van ouderwets bekende ST's en STE's MIDI-uitgangen ook op de Falcon weer aanwezig. Hier werd door het Duitse bedrijf Steinberg weer een nieuwe versie van Cubase voor gemaakt, een speciale Cubase-versie dus voor de Falcon.
Zoals men dus kan concluderen kon men op geluidsgebied vele kanten op met de Atari Falcon.
Er kwamen reclameblaadjes uit voor harddiskrecording voor op de Atari Falcon.
Met betrekking tot beeld bouwde Atari er onder andere de Videl-chip in, die men heel simpel met wat programmeerwerk kon overklokken. Normaliter kon je op de Atari Falcon slechts gaan tot een resolutie van 640*480 pixels; door de Videl-chip te overklokken was men met gemak in staat 800*600 pixels uit de Atari Falcon te halen.
Ook met behulp van de blitterchip (de grafische afdelingversneller) kreeg de Atari meer hulp bij grafische aspecten. Tevens was deze verdubbeld in snelheid. Omdat VGA-monitoren sterk in de markt lagen, kon Atari er eigenlijk ook niet omheen, deze aansluitbaar te maken op de Falcon. Met een speciaal verloopplugje was men in staat om een VGA-monitor aan te sluiten, er werd echter ook veel gebruikgemaakt van RGB-monitoren.
Ook bij opslag en communicatie van gegevens ontbrak er geen vooruitgang. Atari besloot een notebook-schijf in te bouwen in de Atari Falcon waarmee het systeem sneller met gegevens overweg kon. Voorheen ging het nog allemaal standaard met diskettes. Standaard zat er niet veel schijf opslag in de Atari Falcon, maar men kon uiteraard dat zelf uitbreiden door simpelweg een grotere schijf aan te schaffen. Met speciale software was met in staat om zelfs zeer grote schijven te gebruiken, echter moesten grote schijven in partities onderverdeeld omdat er helaas een limiet aan de partitiegrootte zat. Uiteraard was het gebruik van diskettes nog altijd mogelijk en was de Atari Falcon zelfs in staat PC-diskettes te lezen vanwege de hd mogelijkheid die Atari had ingebouwd.

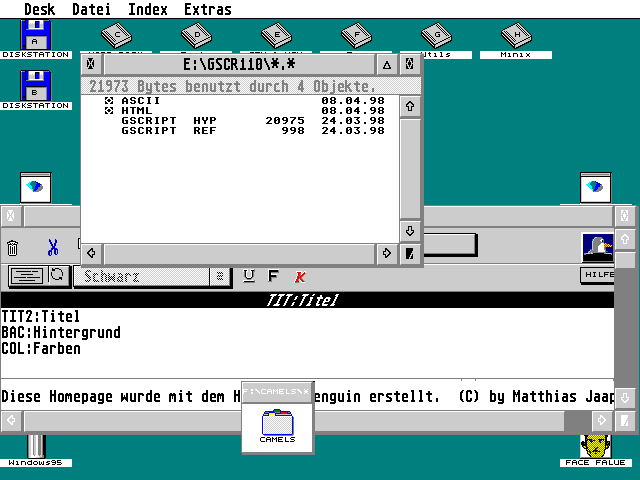
De TOS 4.92 desktop op een Atari Falcon

Qua software was het wat minder gesteld voor de Falcon. Terwijl de demoscene flink bezig was om de Falcon te promoten (tot de dag van vandaag) waren de bedrijven niet al te gretig om spelletjes te maken. Hoewel er toch nog een behoorlijk aantal spelletjes is gemaakt voor de Falcon, is het volume  niet te vergelijken met dat van de voorgangers ST en STE.
Een Duits bedrijf kwam echter met een zeer interessant product namelijk MAGIX. MAGIX is eigenlijk een soort MS-Windows clone voor de Falcon. Later kwamen er ook aanpassingen voor MAGIX zodat dit systeem wel erg veel leek op MS-Windows. Het grote voordeel van MAGIX was dat de Falcon sneller werkte dan met de standaard TOS operation systeem die Atari had ingebouwd. Andere interessante software voor de Falcon waren bijvoorbeeld Aniplayer en Falcamp.
Aniplayer stelde de gebruiker in staat om videobeelden af te spelen, waaronder MPEG bestanden. Falcamp geprogrammeerd door hobbyisten was een supersnelle MP3 speler, het was voor die tijd de eerste echte MP3 speler geschikt voor de Falcon.
Ondanks de vele mogelijkheden van de Atari Falcon waren er toch klachten.
Velen vonden dat Atari dit keer de opvolger in een PC-achtige behuizing hadden moeten bouwen in plaats van de eeuwig gebruikte ST-behuizing.
Atari zelf besloot uit de computerwereld te stappen en het nog een laatste maal te proberen met de spelcomputer Jaguar.
De Atari Falcon leeft echter nog steeds voort. Er is een flinke fankring te vinden op Internet en er komen nog steeds producten uit voor deze machine zoals versnellerskaarten gebaseerd op de Motorola 68060 processor (tevens de laatste processor uit de 680X0-serie van Motorola).
Er waren ook projecten omtrent een coldfire-computer volledig werkend op het Atari-systeem.